# Tengyur
De tengyur  Vertaling van het onderricht     is het tweede deel van de canon van het Tibetaans boeddhisme. Het bevat vooral commentaren op de tekst van de kangyur   Vertaling van het Woord  .
Ook de  Bönreligie kent een kangyur en een tengyur. 

## Tengyur van Tibetaans boeddhisme
De inhoud van de tengyur bevat een verzameling verhalen, de commentaren op de tantra  sectie en de soetra sectie van de kangyur. Er zijn teksten die verband houden met de  Abhidharma, Vinaya,  Madhyamika en Vijnanavada .  
De teksten die vallen onder de soetra sectie van de tengyur zelf zijn niet altijd commentaren op de soetra sectie van de kangyur. Dit zijn teksten die verondersteld worden hun eigen autoriteit en gezag  te hebben. Zij handelen onder meer over logica, grammatica, lexicografie, poëzie, drama, geneeskunde, astrologie, divinatie, schilderkunst en hagiografieën van heilige personen. De opname van deze teksten in de tengyur wordt meestal gerechtvaardigd met de stelling, dat dit noodzakelijke hulpmiddelen zijn in de praktijk en uitvoering van het geloof.     
De studie van de geschiedenis van de tengyur heeft tot nu toe minder wetenschappelijke aandacht gekregen dan die van de studie van de tangyur. Het  huidige inzicht is echter dat de tot nu toe bekende versies van de  tengyurs een grotere mate van uniformiteit hebben dan de diverse kangyurs. De min of meer definitieve compilatie van de tengyur vond rond 1350 plaats. 
De tengyur bevat 224 delen. 
- Soetra's ( Lofzangen ):1 deel
- Commentaren op de Tantra's: 86 delen
- Commentaren op de Soetra' s: 137 delen.
- Commentaren op de Prajnaparamita : 16 delen
- Verhandelingen over de Madhyamika: 29 delen
- Verhandelingen over de Yogacara: 29 delen
- Abhidharma,: 8 delen
- Diverse teksten: 4 delen
- Commentaren op de Vinaya: 16 delen
- Verhalen en drama's: 4 delen
- Technische verhandelingen: 43 delen.

## De Tengyur van de Bön
De tengyur van de Bön  omvat 131 delen van commentaren op de vier secties van de kangyur van de  Bön. Het handelt hier om commentaar op teksten die in het historisch perspectief van de Bön gesitueerd worden voor eind tiende eeuw. Deze commentaren waren omstreeks 1450 voltooid. 
Daarnaast bevat deze tengyur  nog eens 169 delen die commentaar geven op teksten uit de periode die ook in hun historisch perspectief dateren van  na de tiende eeuw toen de Bön zich ontwikkelde tot  boeddhistische religie. Onderdeel van de tengyur is een commentaar op de belangrijkste tekst van de kangyur van de Bön, de   Mondelinge overlevering uit Zhangzhung . 
De min of meer definitieve compilatie van deze tengyur was omstreeks 1840 gereed en was vooral het werk van de tweeëntwintigste Menri trizen, de geestelijk leider van de Bön.   
Deze tengyur kent drie secties.
- Commentaren op canonieke teksten die onder meer handelen over kloosterdiscipline, moraliteit, metafysica en de biografieën van Tonpa Shenrab, de veronderstelde stichter van de religie.
- Commentaren op de tantras, waaronder rituelen voor de tantrische godheden en de cultus van de Dakinis  ( vrouwelijke godheden ] die de taak hebben de doctrine te beschermen alsmede teksten inzake ritulen over magie en divinatie.
- Een zogenaamde geheime sectie. Voor een deel handelt die over de praktijk van meditatie. Daarnaast heeft deze sectie een aantal historiografische teksten.

Het belang van deze teksten is dat ze het historisch perspectief van de bön illustreren. Dat perspectief verschilt fundamenteel van dat in teksten van het Tibetaans boeddhisme .In die teksten wordt de introductie van het boeddhisme in Tibet als een zegen gezien, voorbestemd door Gautama Boeddha en uitgevoerd door leraren uit India. De boeddhistische teksten beschrijven allemaal de opvatting dat Tibet en zijn inwoners pas een hoger moreel niveau bereikten alsmede zaken als een schriftsysteem als gevolg van de bekering tot het boeddhisme. Tibet werd toen een geciviliseerd land. In de literatuur van de bön wordt een heel ander beeld geschetst. In die teksten was de bön de nationale religie van het land en was het de grondslag voor de macht van de koning en het welzijn van het land. De   Dragpa lingdrag  is een van de belangrijkste van die teksten. 